# Liz Gallardo
Liz Gallardo (n. Guadalajara, Jalisco, México, 28 de noviembre de 1979) es una actriz de cine y televisión mexicana. Inició su carrera participando en novelas de TV Azteca para posteriormente lanzarse al mundo del cine, destacando su papel como Tania en la cinta mexicana El búfalo de la noche al lado de Diego Luna.
Participó en el Festival de Cine Independiente de Sundance (2008), con la película titulada Máncora, dirigida por Ricardo de Montreuil, una coproducción Perú-España-Estados Unidos.

## Accidente
En marzo de 2009, la actriz sufrió un accidente al intentar salvar a su perro de nombre Nelson, el cual al soltarse de su cadena corrió hacía la avenida. Liz fue atropellada por un trolebús y desafortunadamente su fémur se partió en dos, fue necesaria una intervención quirúrgica para reconstruirle la pierna. Nelson, su mascota, no sobrevivió al accidente.

## Filmografía

### Televisión
| Año  | TeleNovela                  | Personaje                                                |
| ---- | --------------------------- | -------------------------------------------------------- |
| 2001 | Como en el cine             | Rocío Montero                                            |
| 2004 | Prisionera                  | Monalisa García                                          |
| 2004 | Anita no te rajes           | Rosario “Chayo” Guerrero (Joven, participación especial) |
| 2005 | La ley del silencio         | Manuela                                                  |
| 2006 | Decisiones                  | Varios Roles                                             |
| 2007 | Tiempo final                | Varios Roles                                             |
| 2009 | Vuélveme a querer           | Nora Mejía                                               |
| 2010 | Las Aparicio                | Julia Aparicio                                           |
| 2011 | Una maid en Manhattan       | Leticia "Lety" Robles                                    |
| 2014 | Camelia la Texana           | La Cuquis                                                |
| 2015 | Bajo el mismo cielo         | María Martínez                                           |
| 2016 | Las amazonas                | Montserrat Pérez                                         |
| 2016 | La candidata                | Deborah Ronderos                                         |
| 2017 | En tierras salvajes         | Silvia Torres                                            |
| 2017 | Caer en tentación           | Gabriela de Izaguirre                                    |
| 2019 | Doña Flor y sus dos maridos | Mariana Santos Cruz de Méndez                            |
| 2021 | Madre solo hay dos          | Teresa                                                   |
| 2021 | Búnker                      | Maya                                                     |
| 2024 | El amor no tiene receta     | Filipa Guerra Alvarado                                   |
| 2024 | Los 50                      | Concursante                                              |

### Cine
- Inevitable (2019)
- Mentada de padre (2019)
- Eres mi pasión
- Hermanos Márquez Castillo
- Las Aparicio: La película (2015)
- Biodegradable
- Cinco de mayo: La batalla
- Reencarnación: Una historia de amor
- Seres Génesis
- Mancora (2008)
- La última y nos vamos
- El búfalo de la noche (2007)

## Curiosidades
- Las escenas de la filmación de El búfalo de la noche se realizaron en el Hotel Turístico Churubusco, el cual en realidad es un motel al sur de la Ciudad de México, sin embargo, la producción decidió montar un set reproduciendo una de las habitaciones de dicho motel para que los actores tuvieran más privacidad al filmar las escenas eróticas planteadas en el guion.